# لي لو
لي لو هي راكبة الكنو صينية، ولدت في 18 فبراير 1992 في بانتشيهوا في الصين.

## وصلات خارجية
- لي لو على موقع الاتحاد الدولي للكانو (الإنجليزية)
- لي لو على موقع اللجنة الأولمبية الدولية (الإنجليزية)
- لي لو على موقع أوليمبيديا (الإنجليزية)
- لي لو على موقع اللجنة الأولمبية الصينية (الإنجليزية)